# André du Bouchet
André du Bouchet (* 7. März 1924 in Paris; † 19. April 2001 in Truinas, Département Drôme) war ein französischer Dichter, Übersetzer und Kunstkritiker. 

## Leben
1941 verließ er Frankreich wegen des Zweiten Weltkriegs und studierte in den Vereinigten Staaten am Amherst College und der Harvard University vergleichende Literaturwissenschaft. 1948 kehrte er nach Frankreich zurück. Sein erster Gedichtband Air erschien 1951. 
Du Bouchet übersetzte auch fremdsprachige Literatur ins Französische. Seine Übersetzungen von Paul Celans Gedichten wurden von diesem gelobt. Celan übertrug auch einen Gedichtband du Bouchets, Dans la chaleur vacante, ins Deutsche. Diese Übersetzungen erschienen 1968 unter dem Titel Vakante Glut. 2002 erschien eine zweisprachige Ausgabe Du Bouchets Gedichte und Aufzeichnungen bei der Stiftung Lyrik Kabinett München.

## Werke
- Air (1951)
- Le Moteur blanc (1956)
- Dans la chaleur vacante (1961)